# روابط افغانستان و ایالات متحده آمریکا
روابط میان کشورهای افغانستان و ایالات متحده از سال ۱۹۱۲ میلادی تحت رهبری امان‌الله خان از افغانستان و وارن جی. هاردینگ از ایالات متحد آغاز گردید. نخستین تماس میان دو ملت پیشتر از آن در دهه ۱۸۳۰ میلادی زمانی‌که اولین تبعه ایالات متحده به افغانستان آمد برقرار گردید. ایالات متحده شروع به سرمایه‌گذاری مقداری پول در افغانستانِ محاط به خشکی نمود، که این سرمایه‌گذاری قبل از انقلاب ثور در ۱۹۷۸ میلادی پایان یافت. ایالات متحده با آغاز ۱۹۸۰ میلادی شروع به اسکان‌دهی به هزاران مهاجر افغان نمود و از طریق سازمان اطلاعات نظامی پاکستان، برای مجاهدین پول و سلاح فراهم کرد.
ایالات متحده پس از حملات ۱۱ سپتامبر ۲۰۰۱ به افغانستان حمله کرد تا اسامه بن لادن را دستگیر نماید، هرچند وی در همسایگی افغانستان در کشور پاکستان یافت شد. این حمله منتج به بازسازی افغانستان و تأمین مجدد روابط دیپلماتیک آن با بقیه دنیا گردید. رئیس‌جمهور ایالات متحده باراک اوباما در سال ۲۰۱۲ میلادی افغانستان را به عنوان یکی از متحدین اصلی خارج از ناتو اعلام کرد. دخالت نظامی آمریکا در جنگ افغانستان که طولانی‌ترین جنگ در تاریخ ایالات متحده عنوان می‌شود، بعد از خروج نیروهای نظامی ایالات متحده از افغانستان به تاریخ ۳۱ اوت ۲۰۲۱ پایان یافت. اداره امور آسیای مرکزی و جنوبی ایالات متحده مسئول مدیریت روابط خارجی آمریکا با افغانستان بود.

## تاریخچه

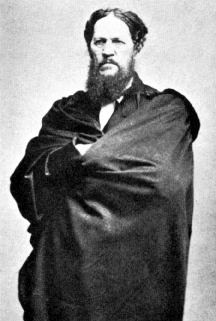
«جوزیاه هرلان» که به شاهزاده ولایت غور نیز شناخته می‌شود، یک ماجراجوی آمریکایی و کنشگر بود؛ در این عکس که مربوط به قبل از ۱۸۷۱ میلادی، وی با یک لباده افغانستانی دیده می‌شود.

نخستین تماس ثبت شده میان افغانستان و ایالات متحده زمانی رخ داد که جوسیا هارلان که یک فرد ماجراجو و فعال سیاسی از شهر فیلادلفیا ایالات پنسیلوانیای آمریکا بود در دهه ۱۸۳۰ میلادی به نیت این‌که شاه افغانستان شود به شبه قاره هند سفر کرد. این روی‌داد مربوط به زمانی است که ارتش هند بریتانیایی در جریان جنگ اول افغان و انگلیس (۱۸۳۸–۱۸۴۲ میلادی) به افغانستان حمله کرد، که در آن زمان شاهان افغانستان شاه شجاع درانی و دوست محمد خان برای حاصل کردن تخت امپراطوری درانی در حال جنگ بودند. هارلان در سیاست افغانستان و فعالیت‌های حزبی ارتش دخیل شد و در نهایت عنوان شاهزاده غور را در مقابل کمک‌های نظامی که فراهم نموده بود حاصل کرد. نیروی‌های هند بریتانیایی چند سال بعد با کشته و دست‌گیر شدند حدود ۱۶٬۵۰۰ از آن‌ها در ۱۸۴۲ میلادی شکست داده شده و به‌طور کامل مجبور به خروج از افغانستان شدند. مدارک کافی از این‌که واقعاً چه اتفاقی رخ داده در دست نیست، چون این ادعا از جانب تنها بازمانده ویلیام برایدن صورت گرفته‌است. هارلان نیز در حدود همین سال‌ها افغانستان را ترک کرد و نهایتاً به ایالات متحده بازگشت.
«ای.سی. جیویت» در سال ۱۹۱۱ میلادی به افغانستان رسید تا یک کارخانه تولید برقی آبی در حومه کابل بسازد. وی نزد شاه حبیب‌الله خان موقف انجنیر ارشد را به‌دست‌آورد. او که کارمند اسبق جنرال الکتریک (GE) بود به‌عنوان دومین آمریکایی شناخته شد که در افغانستان زندگی و کار نموده‌است.

### روابط رسمی دیپلماتیک
در سال ۱۹۲۱ میلادی، بعد از امضای پیمان راولپندی میان افغانستان و هند بریتانیایی مستعمره، مأموریت دیپلماتیک افغانستان از ایالات متحده دیدن نمود تا با آن کشور روابط دیپلماتیک ایجاد نماید. این هیئت پس از بازگشت به کابل نامهٔ تهنیت از جانب رئیس‌جمهور ایالات متحده وارن جی. هاردینگ با خود آوردند. پس از برقراری روابط دیپلماتیک، سیاست ایالات متحده برای کمک به ملت‌های درحال رشد، برای بالا بردن سطح زندگی خود، نقش مهمی در حفظ و بهبود روابط ایالات متحده با افغانستان ایفا نمود. ویلیام هریسون هارنیبروک با این‌که در تهران اقامت داشت از سال ۱۹۳۵ تا ۱۹۳۶ میلادی به عنوان فرستاده غیر مقیم (وزیر تام‌الاختیار) ایالات متحده در افغانستان خدمت نمود. لویس جی. دریفوس از ۱۹۴۰ تا ۱۹۴۲ میلادی خدمت کرد، زمانی‌که نمایندگی کابل (اهمیت آن کم‌تر از سفارت‌خانه است) در جون ۱۹۴۲ باز شده بود. دگروال گوردون بی. اندرس عضو ارتش ایالات متحده آمریکا نخستین اتشه نظامی ایالات متحده در کابل بود و کارنلیوس وان هیمرت انگرت از سال ۱۹۴۲ تا ۱۹۴۵ میلادی و به تعقیب وی ایلی ایلوت پالمر از سال ۱۹۴۵ تا ۱۹۴۸ میلادی نمایندگی سفارت‌خانه ایالات متحده در کابل را به عهده داشتند. هرچند افغانستان با آلمان نازی روابط نزدیک داشت، اما بی-طرفی خود را حفظ نموده و در جنگ جهانی دوم شرکت نکرد.

### جنگ سرد
روابط افغانستان و ایالات متحده پس از آغاز جنگ سرد میان ایالات متحده و اتحاد جماهیر شوروی با اهمیت شد. شاهزاده محمد نعیم پسر کاکای محمد ظاهر شاه به عنوان شارژ دافر افغانستان در واشینگتن دی سی تعیین شد. رئیس‌جمهور ایالات متحده هری ترومن در آن زمان بیان نمود که با حضور دیپلمات‌های بلندپایه در پایتخت این دو کشور دوستی میان آن‌ها «حفظ و تقویت» خواهد شد. نخستین سفیر رسمی افغانستان در ایالات متحده حبیب‌الله خان طرزی بود که تا سال ۱۹۵۳ میلادی در آن سمت خدمت نمود. نماینده‌گی ایالات متحده در کابل به تاریخ ۶ می ۱۹۴۸ به سفارت‌خانه ایالات متحده مقیم کابل ارتقا نمود. لویس گوتی دریفوس که قبلاً به عنوان فرستاده خدمت کرده بود، به عنوان سفیر ایالات متحده مقیم افغانستان از سال ۱۹۴۹ تا ۱۹۵۱ میلادی خدمت کرد. نخستین اعزامی‌های ایالات متحده به افغانستان توسط لوئی دوپری، والتر فیرسروس و هنری هارت هدایت گردید. ریچارد نیکسون که معاون وقت رئیس‌جمهور ایالات متحده بود در ۱۹۵۳ میلادی طی یک سفر رسمی دیپلماتیک از کابل دیدار نمود. وی هم‌چنین برای مدت کوتاهی در شهر کابل سیر نمود و با افغان‌ها دیدار کرد.

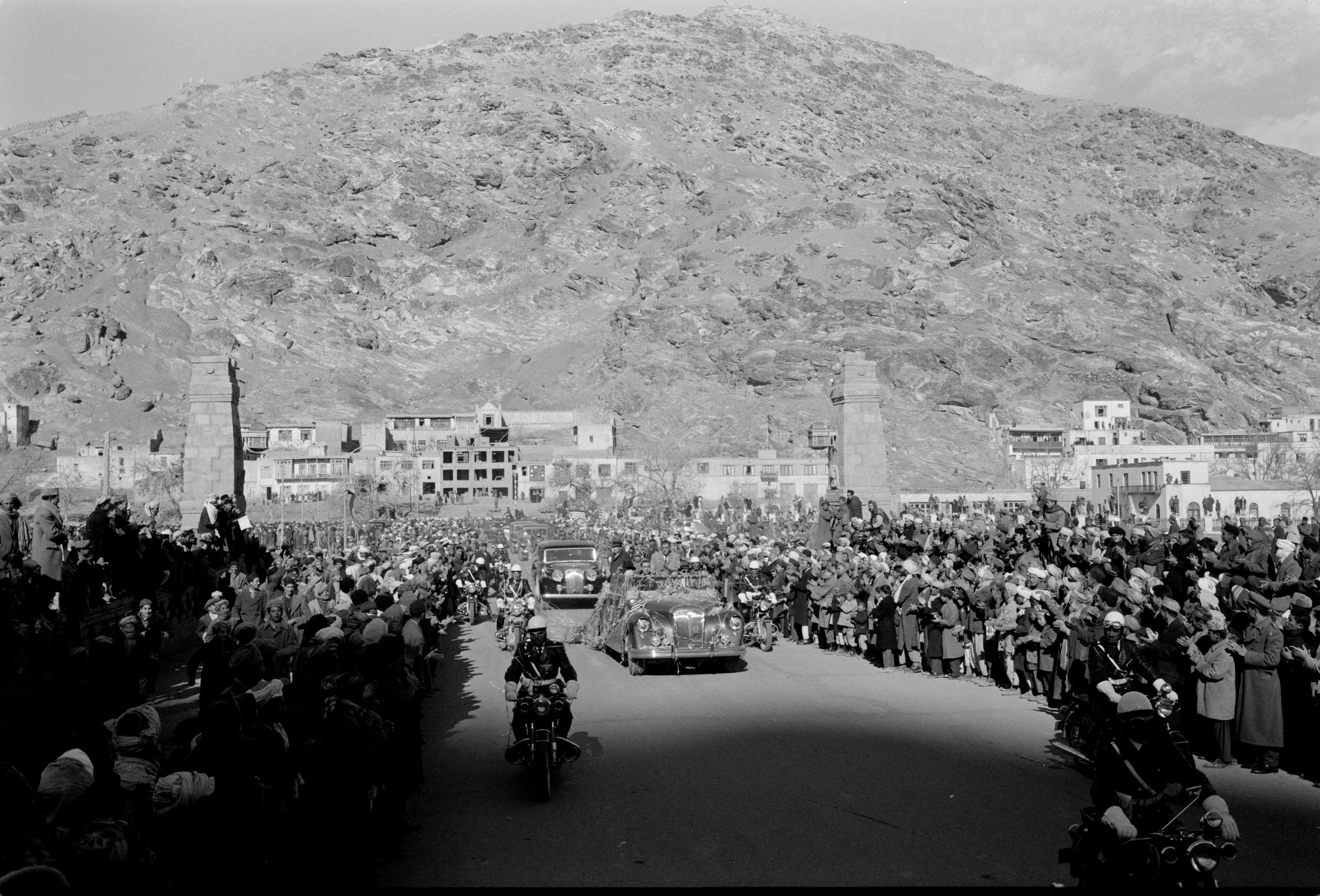
رئیس‌جمهور آمریکا، دوایت آیزنهاور به افغانستان در ۹ دسامبر ۱۹۵۹ میلادی.

محمد داوود خان نخست‌وزیر افغانستان در ۱۹۵۸ میلادی نخستین افغان بود که در کنگره ایالات متحده آمریکا در واشینگتن دی سی صحبت کرد. صحبت‌های وی متمرکز بر موضوعات متعددی بود، اما مهم‌تر از همه وی روی روابط ایالات متحده و افغانستان تأکید کرد. داوود خان هنگام اقامت خود در پایتخت ایالات متحده با رئیس‌جمهور دوایت آیزنهاور دیدار نموده و یک تفاهم‌نامه مهم مبادلات فرهنگی را به امضاء رسانید. روابط شخصی خود که با معاون رئیس‌جمهور ریچارد نیکسون بعد از سفر اخیر وی به کابل در ۱۹۵۳ ایجاد نموده بود را مستحکم‌تر کرد. نخست‌وزیر هم‌چنان از مکان‌های مختلف در ایالات متحده مانند بورس نیویورک، ساختمان اپایر استیت، تسهیلات برق آبی در تنسی ولی آتوریتی و سایر مکان‌ها بازدید نمود.
ایالات متحده در آن زمان درخواست افغانستان مبنی بر فراهم‌نمودن کمک‌های دفاعی را رد کرد اما در عوض یک برنامه همکاری اقتصادی را با تمرکز بر توسعه زیربناهای فیزیکی افغانستان ارایه نمود که شامل سرک‌ها، بندها و بندهای برق می‌گردید. چندی بعد همکاری آمریکا از پروژه‌های زیربنایی به برنامه‌های همکاری تخنیکی جهت انکشاف مهارت‌های که برای ساختن یک اقتصاد مدرن نیاز بود تغییر کرد. تماس‌ها میان ایالات متحده و افغانستان در دهه ۱۹۵۰ میلادی افزایش یافت، به‌ویژه در جریان انقلاب کوبا در میان سال‌های ۱۹۵۳ و ۱۹۵۹ میلادی. زمانی‌که اتحاد جماهیر شوروی در حال حمایت از فیدل کاسترو در کوبا بود، ایالات متحده برای اهداف راهبردی خود بر افغانستان تمرکز کرد. این کار اساساً برای مبارزه با گسترش کمونیسم و قدرت‌گیری بیشتر اتحاد جماهیر شوروی در جنوب آسیا به‌ویژه در خلیج فارس صورت می‌گرفت.
رئیس‌جمهور آیزنهاور در دسامبر ۱۹۵۹ میلادی از افغانستان بازدید نمود، تا با رهبران این کشور ملاقات نماید. وی در میدان هوایی بگرام جلسه گذاشت و از آن‌جا با کاروان موتوری خود به کابل رفت. وی با شاه افغانستان، محمد ظاهرشاه، نخست وزیر داوود خان و تعدادی از مقامات بلند پایه دولتی ملاقات نمود. وی هم‌چنین در شهر کابل گردش کرد. پس از این بازدید مهم، ایالات متحده احساس کرد که افغانستان مصئون بوده و هیچ‌گاه به دولت اقماری جماهیر شوروی مبدل نمی‌گردد. از دهه ۱۹۵۰ تا ۱۹۷۹ میلادی، همکاری‌های خارجی ایالات متحده بیش از ۵۰۰ میلیون دلار امریکایی به افغانستان به‌گونه قرضه، هدیه و اقلام کشاورزی برای بهبود تسهیلات حمل و نقل، افزایش محصولات کشاورزی، توسعه نظام آموزشی، فعال کردن صنعت و بهبود اداره دولتی به افغانستان فراهم نمود.
شاه افغانستان محمد ظاهر در ۱۹۶۳ میلادی بازدید ویژه‌ای از ایالات متحده انجام داد و در آن‌جا با جان اف. کندی و یونیس کندی شرایور ملاقات نمود. ظاهر شاه هم‌چنین از مکان‌های مختلفی در ایالات متحده دیدار نمود. مانند، دیزنی‌لند در کالیفرنیا ایالت نیویارک و سایر مکان‌ها. حبیب‌الله کرزی کاکای حامد کرزی که در آن زمان به عنوان نماینده افغانستان در ملل متحد خدمت می‌کرد نیز گفته می‌شود که در این سفر ظاهر شاه از ایالات متحده وی را هم‌راهی می‌نمود. در همین دوره بود که اتحاد جماهیر شوروی احساس کرد ایالات متحده در حال تبدیل کردن افغانستان به یک دولت اقماری است. افغانستان و کوبا در ۱۹۶۵ میلادی شاهد تأسیس احزاب کمونیستی بود، حزب کمونیست کوبا و حزب دموکراتیک خلق افغانستان (PDPA).
معاون رئیس‌جمهور اسپیرو اگنیو، که با فضا نوردان آپولو ۱۰(چهارمین سفر انسان به مدار کره ماه بود) توماس استافورد و یوجین سرنان هم‌راهی می‌گردید، در جریان سفر یازده-ملت آسیا از کابل دیدار کرد. در جریان غذای شب که از جانب خانواده شاهی میزبانی می‌گردید، هیئت آمریکایی یک قطعه سنگ ماه، یک بیرق کوچک افغانستان که در مأموریت آپولو ۱۱ به ماه برده شده بود و یک عکس افغانستان که از فضا گرفته شده بود را به شاه هدیه دادند. تا دهه ۱۹۷۰ میلادی تعداد زیادی از استادان، انجنیران، داکتران، دانش‌مندان، دیپلمات‌ها و مکتشفان آمریکایی در مناطق ناهموار افغانستان، جای که کار و زندگی می‌نمودند، به گشت و گذار پرداختند. سپاه صلح در میان سال‌های ۱۹۶۲ تا ۱۹۷۲ میلادی در افغانستان فعال بود. چندین برنامه دیگر آمریکایی نیز در افغانستان فعال بود مانند، CARE، مأموریت خارجی پیش‌اهنگ آمریکایی (انجمن پیش-آهنگ/سارندوی افغانستان)، نمایندگی ایالات متحده آمریکا برای انکشاف بین‌المللی و غیره.

#### حکومت چپ‌گرا، اشغال شوروی و جنگ داخلی
روابط میان افغانستان و ایالات متحده پس از انقلاب ثور در آوریل ۱۹۷۸ میلادی لکه‌دار شد. هرچند رژیم جمهوری دموکراتیک به‌طور رسمی غیر وابسته باقی‌ماند و در جون ۱۹۷۸ میلادی روابط دیپلماتیک خود را با ایالات متحده از سر گرفت، اما با گذشت زمان نزدیکی افغانستان به محور شوروی به یک مایه‌نگرانی مبدل شد. وزیر خارجه ایالات متحده سایروس ونس در آن زمان بیان نمود که، «ما باید اختلاط ملی‌گرایی و کمونیسم را در میان رهبری جدید مدنظر بگیریم و سعی کنیم تا از نزدیک‌سازی رژیم به آغوش اتحاد جمایر شوروی، بیش از آن‌که آن‌ها می‌خواهند، خودداری کنیم». سفیر جدید ایالات متحده آلفرد دابس به یکی از بازدید کننده‌گان رسمی در اوت ۱۹۷۸ میلادی گفت که یک روی‌کرد مثبت از جانب ایالات متحده می‌تواند تأثیرات شوروی را کاهش دهد، وی هم‌چنین افزود که هرچند افغانستان به سمت شوروی گرایش دارد، اما «این کشور به یک دولت اقماری، ارتش یا چیزی دیگر شوروی مبدل نخواهد شد». دابس هم‌چنین احساس می‌کرد که حفیظ الله امین «نمی‌تواند به اندازه تیتو یا حتی چائوشسکو پیش برود».
سفیر دابس در فبروری ۱۹۷۹ میلادی زمانی‌که نیروهای امنیتی افغان بالای افرادی که وی را اختطاف نموده بودند حمله نمود و به قتل رسید. این باعث بدتر شدن روابط گردید. سپس ایالات متحده همکاری‌های دوجانبه را کاهش داده و یک برنامه آموزش نظامی کوچک را متوقف نمود. هم‌زمان با بدتر شدن اوضاع داخلی در افغانستان سبب شد تا ایالات متحده به اتحاد جماهیر شوروی را هشدار دهد تا در افغانستان مداخله نکند. بعد از این‌که امین منشی کل حزب خلق شد، برای همه اعلام کرد که می‌خواهد روابط دوستانه با ایالات متحده داشته باشد. با گسترش شورش و بدتر شدن اوضاع امنیتی، مقامات ایالات متحده در ۲۳ ژوئیه ۱۹۷۹ میلادی تصمیم گرفتند تا خانواده‌های شهروندان آمریکایی را از افغانستان خارج نمایند.
اشغال افغانستان از سوی شوروی به یک دغدغه کلان ایالات متحده مبدل شد و رئیس‌جمهور جیمی کارتر این روی‌داد را یک «تهدید واضح به صلح» خواند. پس از اشغال، ایالات متحده از تلاش‌های دیپلماتیک حمایت کرد تا شوروی از افغانستان خارج گردد. افزون بر آن، کمک‌های سخاوت‌مندانه آمریکا به برنامه مهاجرت در پاکستان نیز نقش بزرگی در همکاری به مهاجرین افغان داشت. تلاش‌های آمریکا هم‌چنین شامل کمک به جمعیتی می‌شد که در افغانستان زندگی می‌کردند. هدف این همکاری‌های بشردوستانه در دو سوی مرز افزایش خودکفایی افغان‌ها و کمک برای مقابله با تلاش‌های شوروی برای دور کردن افراد ملکی از مناطق دور دست کشور بود که بیشتر در دست‌شورشی‌ها قرار داشت. در جریان دوره اشغال افغانستان از سوی شوروی، ایالات متحده در حدود ۳ میلیارد دالر آمریکایی به عنوان کمک‌های نظامی و اقتصادی به گروه‌های مجاهدین که در آن‌سوی خط دیورند در پاکستان مستقر بودند فراهم نمود. سفارت ایالات متحده در کابل در جنوری ۱۹۸۹ میلادی نظر به دلایل امنیتی بسته شده بود.
ایالات متحده از اداره جدید اسلامی که در آوریل ۱۹۹۲ میلادی پس از فروپاشی حکومت قبلی که از سوی شوروی حمایت می‌گردید به قدرت استقبال کرد. سپس، گروه‌های مجاهدین که برنده جنگ بودند میان خود به جنگ داخلی‌رو آوردند، اما توجه ایالات متحده در آن‌زمان از افغانستان دور شده بود.
تقریباً هم‌مانند سایر کشورهای دنیا، ایالات متحده نیز از به‌رسمیت‌شناسی حکومت اسلامی افراطی جدید که توسط طالبان ایجاد شده بود خودداری کرد و به حمایت از ائتلاف شمال به عنوان حکومت مشروع کشور ادامه داد. ایالات متحده با اداره طالبان تماس‌های غیررسمی داشت، اما پس از این‌که اسامه بن لادن فتوای اعلام جنگ با ایالات متحده را صادر کرد و در ۱۹۹۸ سفارت ایالات متحده را بمب‌گذاری نمود این روابط به تیرگی کشید. پس از عملیات دسترسی لایتناهی (Operation Infinite Reach) توسط ایالات متحده، ملا محمد عمر از طریق تلفن با وزارت خارجه ایالات متحده به تماس شده و خواستار استعفای رئیس‌جمهور بیل کلینتون شد. ایالات متحده ارایه هر نوع همکاری یا به‌رسمیت‌شناسی طالبان را رد می‌نمود مگر این‌که طالبان بن لادن را از افغانستان خارج کند، اما طالبان این کار را به دلیل رسم پشتونوالی که باید به مهمان پناه داده شود رد کردند.

### ناتو و اداره کرزای
پس از حملات ۱۱ سپتمبر در ایالات متحده، که باور می‌شد این حملات از جانب اسامه بن لادن که در آن‌زمان در افغانستان پناهنده بود سازمان‌دهی شده‌است، عملیات آزادی بلندمدت به رهبری ایالات متحده آغاز گردید.

## مسدود کردن دارایی افغانستان توسط آمریکا
بعد از خروج آمریکا در سال ۲۰۲۱ از افغانستان و به قدرت رسیدن طالبان در این کشور، صندوق بین المللی افغانستان به حالت تعلیق در آمده و به موجب آن ۹ میلیارددلار از دارایی های افغانستان در خارج از این کشور  که ۷ میلیارد آن در آمریکا است، مسدود شد.
رئیس جمهوری آمریکا جو بایدن حکم اجرایی را امضا کرد که به موجب آن مبلغ ۳.۵ میلیارد دلار از وجوه مسدود شده بانک مرکزی افغانستان به شرط دور ماندن آن از دسترس طالبان، آزاد خواهد شد.3.5 میلیاردلار دیگر از دارایی های افغانستان نزد آمریکا باقی می ماند تا برای تأمین مالی پرونده قضایی قربانیان تروریسم آمریکا مورد  استفاده قرار گیرد.معترضان افغانی معتقدند تمام این پول حق افغانستان و متعلق به آنهاست.منتقدان معتقدند تصمیم بایدن یک طرفه است و با قوانین بین المللی مطابقت ندارد. '' هیچ کشور دیگری بر روی زمین چنین تصمیمی برای مصادره اموالش را توسط کشور دیگر نمی پذیرد.  از سویی گرچه  قربانیان 11 سپتامبر سزاوار عدالت هستند، اما نه از سوی مردم افغانستان که خودشان قربانی تروریسم هستند.